# Изолело (Кремона)
Изолело је насеље у Италији у округу Кремона, региону Ломбардија.
Према процени из 2011. у насељу је живело 26 становника. Насеље се налази на надморској висини од 33 м.